# 빔 뤼스카
빌럼 "빔" 뤼스카(네덜란드어: Willem "Wim" Ruska, 1940년 8월 29일~2015년 2월 14일)는 네덜란드의 유도 선수이다.

## 경력
암스테르담에서 태어난 뤼스카는 20세 때 유도를 시작하여 일본으로 건너가 일본인 스승들로부터 배우면서 훈련을 받았다.
1967년 솔트레이크시티에서 열린 1967년 세계 선수권 대회에서 금메달을 획득했고, 1971년 루트비히스하펜에서 열린 1971년 세계 선수권 대회에서 금메달을 획득했다.
1972년 뮌헨에서 열린 1972년 하계 올림픽에서 헤비급과 무제한급 부문을 우승하여 단일 올림픽 대회에서 금메달 2개를 획득한 최초의 유도 선수가 되었다. 이 기록은 2020년 하계 올림픽에서 클라리스 아그베뉴누가 여자 하프미들급과 혼성 단체전에서 금메달을 획득하기 전까지 유일하게 뤼스카가 가지고 있던 기록이다. 
1974년에 현역에서 은퇴했으며, 유도 코치, 카지노 경비원으로 활동하다가 후에 부인과 함께 술집을 경영했다. 이후 2001년에 요트를 타다가 뇌출혈을 일으켜 신체 마비와 언어 장애 후유증을 얻었으며, 2013년 국제 유도 연맹 명예의 전당에 헌액되었다. 이후 205년 2월 14일 74세의 나이로 노르트홀란트주 호른에 있는 자택에서 사망하였다.